# Didier Gadou
Didier Gadou (* 28. September 1965 in Dax) ist ein ehemaliger französischer Basketballspieler.

## Laufbahn
Der 2,03 Meter große Flügelspieler verbrachte seine gesamte Profikarriere bei Élan Béarnais Pau-Lacq-Orthez (beziehungsweise EB Orthez vor der Umbenennung). Er spielte von 1982 bis 2002 für die Mannschaft. Gadou wurde unter anderem sieben Mal französischer Meister (1986, 1987, 1992, 1996, 1998, 1999, 2001) und 1984 Korać-Cup-Sieger.
Er wurde Assistenztrainer bei Pau-Orthez, Mitte März 2004 wurde er als Nachfolger des entlassenen Frédéric Sarre ins Cheftraineramt befördert und führte die Mannschaft im selben Jahr zum Gewinn des Meistertitels. Er blieb bis 2006 im Amt. 2008 wurde er Präsident von Élan Béarnais Pau-Lacq-Orthez und 2010 Geschäftsführer. Im September 2021 kam es zur Trennung.

### Nationalmannschaft
Er nahm mit Frankreichs Nationalmannschaft an den Europameisterschaften 1991 und 1995 teil. Gadou wurde in 70 Länderspielen eingesetzt, teils an der Seite seines Bruders Thierry.